# シェラマドレの決斗
『シェラマドレの決斗』（シェラマドレのけっとう、原題：The Appaloosa）は、1966年制作のアメリカ合衆国の西部劇映画。シドニー・J・フューリー監督、マーロン・ブランド主演。「シェラマドレの決闘」との表記もある。

## あらすじ
野牛狩りを仕事としていたマテオは仕事がうまくいかなかったため、唯一の財産であるアパルーサ馬とともに故郷へ帰ることにした。
その途中立ち寄った教会で、マテオはトリニという女性とすれ違う。彼女は貧農の娘で、地元の強盗団の首領チューイの情婦にされていた。トリニはマテオに触られたと嘘をつく。それは、いざこざの隙にマテオの馬で逃げるためだったがチューイの手下に捕まってしまう。チューイは女に逃げられそうになった面目を保つため、女に馬を試させただけだと言い、馬を売ってくれと迫ったが、マテオは拒否した。
故郷へ帰ってきたマテオは、義兄弟のパコと共にアパルーサ馬を種馬に牧場を始めようとしていたが、馬を狙うチューイと子分に盗まれてしまう。マテオは馬を奪還するべく、チューイ一味と対決する。

## キャスト
| 役名               | 俳優                     | 日本語吹替                                                                          |
| 役名               | 俳優                     | NETテレビ版                                                                         |
| ------------------ | ------------------------ | ----------------------------------------------------------------------------------- |
| マテオ             | マーロン・ブランド       | 井川比佐志                                                                          |
| トリニ・メディナ   | アンジャネット・カマ―    | 武藤礼子                                                                            |
| チューイ・メディナ | ジョン・サクソン         | 大塚周夫                                                                            |
| ラザロ             | エミリオ・フェルナンデス | 島宇志夫                                                                            |
| パコ               | ラファエル・キャンポス   | 仲村秀生                                                                            |
| アナ               | ミリアム・コロン         |                                                                                     |
| ラモス(養羊農家)   | フランク・シルヴェラ     |                                                                                     |
| 司祭               | ラリー・D・マン          |                                                                                     |
| 不明 その他        |                          | 瀬能礼子 富田耕生 千葉耕市 水島裕 浅井淑子 国坂伸 水島晋 木原規之 細井重之 貴家堂子 |
|                    |                          |                                                                                     |
| 演出               | 演出                     | 山田悦司                                                                            |
| 翻訳               | 翻訳                     | 鈴木導                                                                              |
| 効果               | 効果                     | PAG                                                                                 |
| 調整               | 調整                     | 栗林秀年                                                                            |
| 制作               | 制作                     | グロービジョン                                                                      |
| 解説               | 解説                     | 淀川長治                                                                            |
| 初回放送           | 初回放送                 | 1971年5月16日 『日曜洋画劇場』                                                      |